# Eric Singer

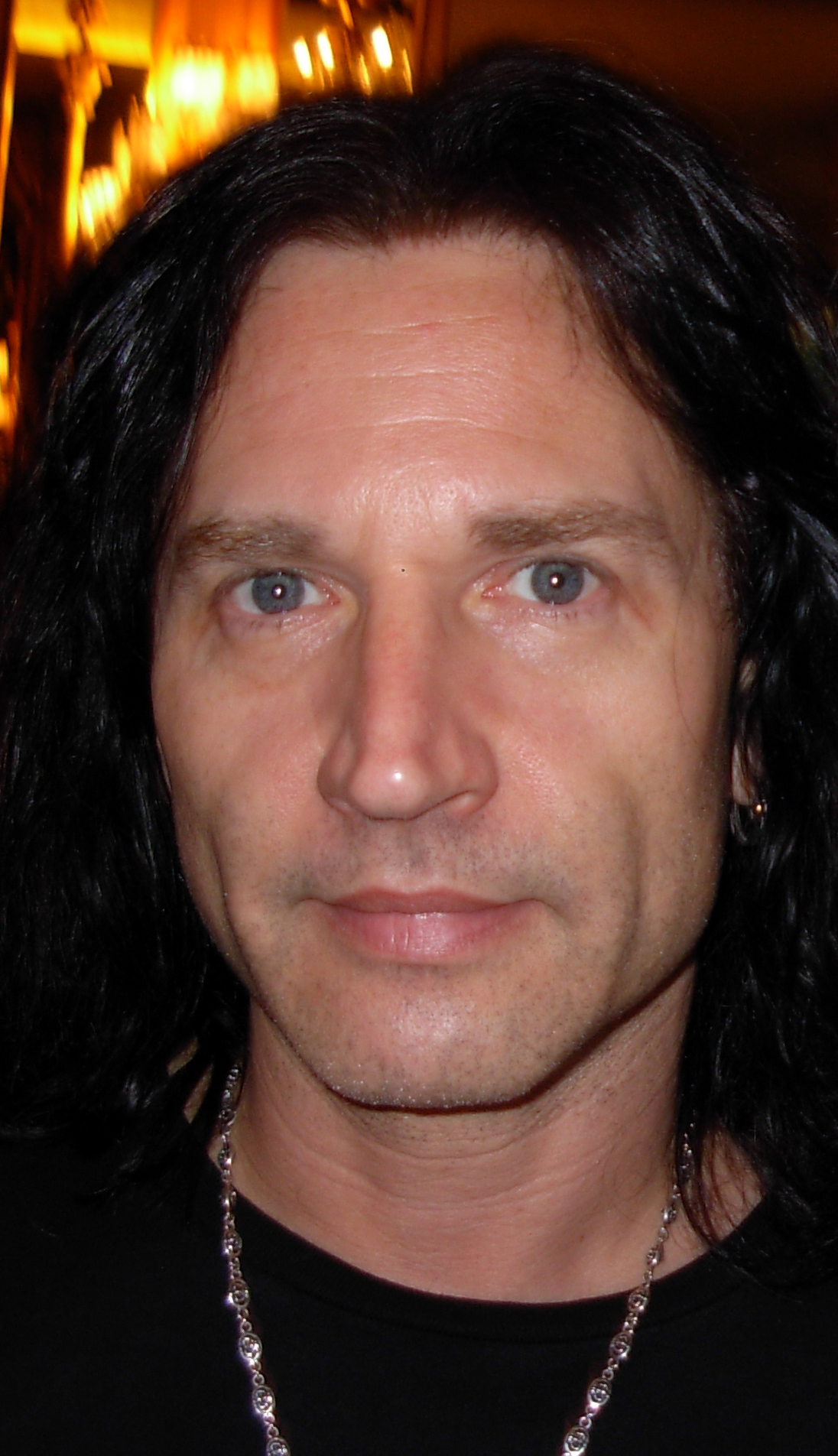
Eric Singer (2008)

Eric Singer (* 12. Mai 1958 in Cleveland, Ohio als Eric Doyle Mensinger) ist ein US-amerikanischer Schlagzeuger.
Singer war Schlagzeuger der Band KISS, der er von 1991 bis 1996 als Nachfolger des verstorbenen Eric Carr angehörte. Nach dem Comeback in Originalbesetzung, das die Gruppe 1996 startete, ersetzte er Peter Criss 2001 temporär und ab 2004 endgültig. Außerdem war er Schlagzeuger bei Lita Ford (1984), Black Sabbath, Gary Moore und Badlands. Er spielte für Brian May auf dessen Tour 1998 sowie bis 2003 und ab 2005 für Alice Cooper. Des Weiteren spielte er für Tobias Sammets Projekt Avantasia.

## Kindheit und Jugend
Eric Singer ist der Sohn von John und Bess Mensinger. Er hatte zwei Brüder, John und Kurt; John starb am 13. September 1994. Singers Vater war Bandleader und spielte Tenorsaxofon, später trat er als Alleinunterhalter bei Hochzeiten und Feiern auf. Bess Singer war Musical-Sängerin, ihr Sohn spielte häufig in den Sommerferien als Teil des jeweiligen Orchesters.
Eric Singer begann das Schlagzeugspielen mit elf Jahren. Als er dreizehn war, durfte er in der Big Band seines Vaters, der Johnny Singer Band, spielen. Ursprünglich hatte ihm das nicht gefallen, da sein Vater ein sehr disziplinierter Musiker war. Nachdem sich Eric Singer das Schlagzeugspielen zunächst selbst beigebracht hatte, begann er nun, Unterricht bei Buddy Kummil zu nehmen.
Die Mitarbeit in der Big Band war ein großer Einfluss für Singer. Er entwickelte einen starken Arbeitseifer, nachdem er festgestellt hatte, dass sein Vater eine feste Vorstellung davon hatte, wie die Songs klingen sollten, die die Band interpretierte. Wenn sein Sohn es nicht schaffte, die Erwartungen zu erfüllen, spielte John Singer ihm vor, was er hören wollte – für Eric Singer eine peinliche Situation, weil die anderen Musiker der Band die Tadel seines Vaters hörten. Letztlich entwickelte Eric eine so starke Disziplin im Spiel, dass sein Vater nur noch mit ihm arbeiten wollte. Auf der einen Seite gefiel ihm das, auf der anderen Seite verpasste er so in seiner Jugend einige Dinge, die die anderen Schüler seiner Schule an den Wochenenden erlebten.
Singer arbeitete Mitte der 1970er Jahre bei King Musical Instruments, einer Fabrik, die Saxofone und andere Instrumente herstellte, später auch im Teilelager eines Ford-Händlers.

## Musikalische Karriere

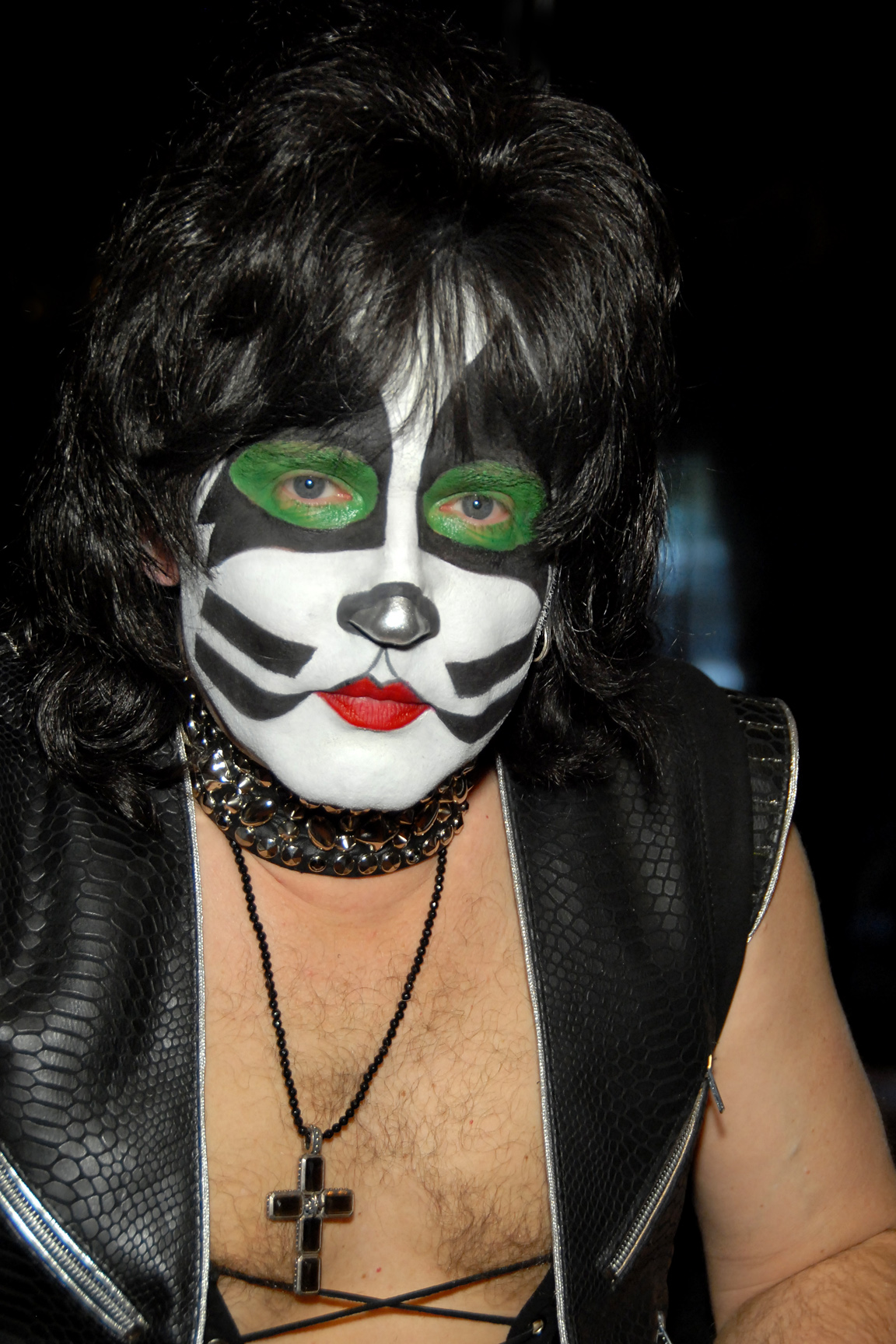
Singer in Hollywood, 20. März 2012

### Pop Opera/Beau Coup
Zusammen mit dem Sänger Tommy Amato und dem Gitarristen Mike McGuill gründete Singer das Trio Pop Opera. Die Band nahm einige Demos auf, bevor sie sich mit David Lewin an den Keyboards und Bill March am Bass verstärkte. Kurz darauf benannte sich die Gruppe in Beau Coup um. Die Band hatte in Cleveland einigen Erfolg und bekam sogar einen Plattenvertrag.
1982 beendete Singer die Arbeit für seinen Vater, gleichzeitig steigerte er sein Probenpensum und übte mehrere Stunden täglich. Singer nahm erneut Unterricht, diesmal bei Casey Scheuerell. 1983 zog er nach Los Angeles.

### Lita Ford
In Los Angeles spielte Singer zunächst als Schlagzeuger der Band Icebreaker. Während dieser Zeit bewarb er sich bei einem von Carmine Appice betriebenen Schlagzeugwettbewerb, dem Carmine Appice Drum-Off. Nach seiner Teilnahme bekam er ein Engagement zu einer Videoaufnahme für die Reihe Playboy's Women in Rock, und bei den Dreharbeiten erfuhr er, dass Randy Castillo, der damalige Schlagzeuger von Lita Ford, ihre Begleitband verlassen wollte.
Singer übte Fords Songs zusammen mit Ray Marzano, und Randy Castillo empfahl ihn für ein Casting. Singer bekam den Job und wurde Mitglied der Band. Er spielte mit Ford im Vorprogramm der US-Tour von Ratt und sollte auch an den Aufnahmen zu ihrem Album Dancin on the Edge teilnehmen, doch Ford holte Randy Castillo zurück. Sie war zu dieser Zeit mit Tony Iommi von Black Sabbath zusammen, der plante, ein Soloalbum aufzunehmen. Er fragte Singer, ob er bei den Aufnahmen der Demos helfen wolle, später bat er ihn, auch das Album, Seventh Star, mit ihm aufzunehmen.

### Black Sabbath
Nach den Aufnahmen, die Singer mit dem Black-Sabbath-Gitarristen Tony Iommi und Sänger Glenn Hughes machte, entschied Iommi, dass die Platte als Sabbath-Album erscheinen sollte. Die Band begab sich auf Tournee, die im Juni 1986 endete, und machte sich anschließend an die Arbeit für das Nachfolgealbum, The Eternal Idol. Nach den Aufnahmen beendete Singer sein Engagement bei Black Sabbath, um mit Gary Moore zu arbeiten.
Mit Moore bestritt Singer die Wild Frontier-Tournee, anschließend arbeitete er als Session-Musiker für die Gruppe Drive, mit der er das Album Charakters in Time aufnahm. Anschließend arbeitete Singer mit Ian Astbury von The Cult an Demoaufnahmen für das Album Sonic Temple.

### Badlands
Im Frühjahr 1988 gründeten Jake E. Lee und Ray Gillen zusammen mit Singer und Greg Chaisson die Band Badlands. Die Aufnahmen zu ihrem Debütalbum schloss die Gruppe Mitte 1989 ab, und da Singers Tonspuren früh fertiggestellt waren, bewarb er sich als Schlagzeuger für die Solo-Tournee des Kiss-Gitarristen und Sängers Paul Stanley und begleitete ihn auf der Tour.
Das Debütalbum seiner eigenen Band wurde am 11. Mai 1989 veröffentlicht und erreichte Platz 57 der Billboard 200. Trotz des Erfolges wurde Singer nach der anschließenden Tournee aus der Band geworfen, nachdem er eine Meinungsverschiedenheit mit den anderen Mitgliedern gehabt hatte.

### Alice Cooper

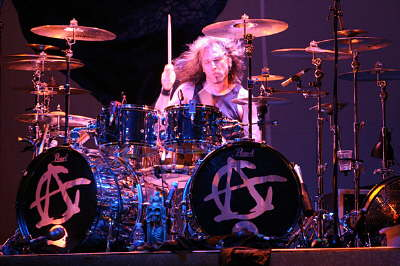
Singer auf Tour mit Alice Cooper

Singer wurde anschließend Schlagzeuger bei Alice Cooper und stieg nach dessen Europa-Tournee am 23. Februar 1990 in die Band ein. Er ist im Video zu Only my Heart Talkin zu sehen. Seitdem hat Singer immer wieder mit Cooper gearbeitet, zuletzt als Session-Musiker zum Album The Eyes of Alice Cooper (2003).

### Kiss

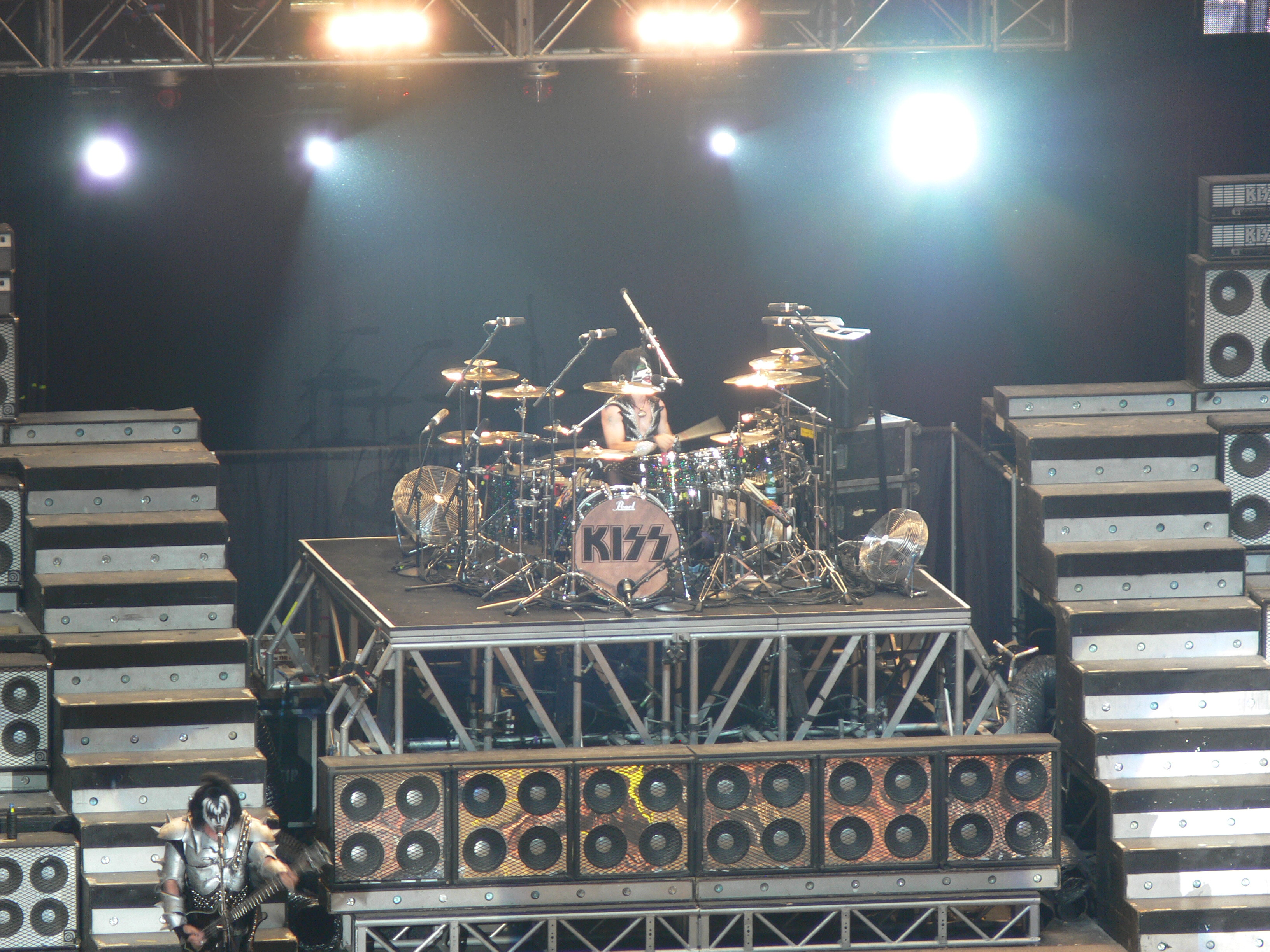
Eric Singer in seiner Maske auf der Bühne

Singer nahm 1991 mit Kiss den Titel God Gave Rock ’n’ Roll to You II auf, als deren Schlagzeuger, Eric Carr, bedingt durch eine Krebserkrankung nicht spielen konnte. Als klar war, dass Carr wahrscheinlich nicht zur Band zurückkehren würde, nahm die Gruppe mit Singer auch das Album Revenge auf. Singer wurde nach Carrs Tod offizielles Mitglied der Band, mit der er anschließend jedoch nur ein weiteres Studioalbum, Carnival of Souls, aufnehmen konnte, das erst 1997 veröffentlicht wurde. 1996 entschied die Gruppe, einen Comeback-Versuch mit den Gründungsmitgliedern Ace Frehley und Peter Criss zu unternehmen, der zunächst erfolgreich war. Criss verließ die Band 2001 und wurde durch Singer ersetzt, der nun auch das Make-up des „Catman“ trug. Criss kehrte 2003 noch einmal zurück und wurde nach einer weiteren Trennung 2004 endgültig durch Singer ersetzt, der bis heute Mitglied der Gruppe ist. 2009 veröffentlichte er mit der Band das Studioalbum Sonic Boom, 2012 folgte Monster.

## Diskografieauszug

### Black Sabbath
- Seventh Star (1986)
- The Eternal Idol (1987)

### Drive
- Charakters in Time (1988)

### Badlands
- Badlands  (1989)

### Bill Ward
- Ward One Along the Way (1990)

### Kiss
- God Gave Rock ’n’ Roll to You II (1991)
- Revenge (1992)
- Kiss Unplugged (1995)
- Carnival of Souls (1997)
- Sonic Boom (2009)
- Monster (2012)